# 安来いちご
安来いちご（やすぎいちご）は、島根県安来市で生産されるイチゴの総称である。

## 概要
安来のいちごの年間出荷量は約220トン（2015年5月時点）で、島根県内ではもっとも多い。歴史も古く、市場では一律「島根いちご」ブランドで取引されるものの、安来産は県内他地域産のいちごとは異なる選果基準・容器・出荷先を使用してきた。静岡県で育成された「紅ほっぺ」「章姫」に加えて2012年には三重県で育成された「かおり野」を導入、これら3品種を620アールの面積で栽培している。ペースト状にしたいちごを使った「どじょう掬いまんじゅう」などのスイーツが商品化され、生果がない時期でも販売されている。

## 特徴
安来のいちごは完熟してから収穫されるのが特徴である。店頭に並ぶまでの期間を考慮し熟す前に収穫するのが一般的であるが、安来は日照時間が少なくいちご栽培には不向きなため、不利を補うため完熟収穫に取り組んでいる。日持ちが短くなるため、出荷先は近隣に限られる。
- 花の数を制限することによって質を高めようとしている[9]。

## 歴史
安来におけるいちご栽培は1935年（昭和10年）頃、東赤江町で始まったが、戦争で中止されていた。商品作物としてまとまった量が出荷されるようになったのは昭和30年代以降である。当初は赤江地区が中心であった。当時は栽培技術が不十分で、収穫作業は5月下旬から6月上旬の限られた短期間に集中的に行う必要があり、この手間が作付面積の拡大を阻んでいた。
当初栽培されていた品種は「幸宝」であったが、兵庫県農業試験場宝塚分場が開発した「宝交早生」を赤江の農家が1966年（昭和41年）に試作した。1967年（昭和42年）にはパイプハウス方式の導入のため、奈良や宝塚など先行導入地域を視察する旅行が農家側の要請で行なわれたが、この視察で安来の農家はこの地域で既に普及していた宝交早生にも注目した。1968年（昭和43年）には農協が親株の移入を行い、普及に努めるようになった。この年には赤江地区でパイプハウスも建築され、栽培地区も大塚、能義、宇賀庄、飯梨と拡大していった。
1973年（昭和48年）には萎黄病が発生し、1975年（昭和50年）時点では栽培面積の4割が汚染されていると推定された。宝交早生はこの病気に弱く、農協は土壌の消毒や無病苗の導入、萎黄病に強い品種の導入など、対策を行なった。しかし、不自然な姿勢で長時間の作業が必要な点が嫌われ、栽培面積は1993年(平成5年)時点で14ヘクタールにまで減少した。安来農業改良普及所は腰痛になりやすい姿勢をとらずに作業ができる育苗ポットを開発し、安来の農家が「とよのか」「麗紅」を育てている施設に導入した。
2010年末、安来は記録的な大雪によりいちごのビニールハウスが倒壊、作物に5597万円、施設に約1億2千万円の被害が出た。しかしその被害も復旧、拡販活動に力が入るようになった。2012年に始まった「やすぎのいちごフェア」もその一つで、縦横1mの巨大なケーキにいちごを盛り付ける催しが行われた。2014年1月には安来のJA、商工会議所、観光協会など関係団体の女性が集まり、安来のいちごのブランド化を狙った広報活動を考える「やすぎいちご女子会」が結成された。会は2015年1月15日を「いいいちごデー」と語呂合わせし、拡販活動を行った。